# شبکه تلویزیونی هنگ کنگ

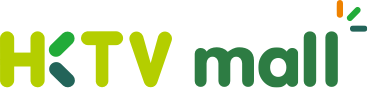
لوگوی پلت فرم تجارت الکترونیکی خود - HKTVmall.

شبکه تلویزیونی هنگ کنگ یک شرکت تجارت الکترونیکی در هنگ کنگ است که زمانی قصد داشت یک ایستگاه تلویزیونی شود.

## زمینه‌فعالیت
شبکه تلویزیونی هنگ کنگ که قبلاً با نام City Telecom شناخته می‌شد (در سال ۱۹۹۲ تأسیس شد). City Telecom در سال ۲۰۱۲تجارت اصلی شبکه گسترده باند پهن هنگ کنگ را به فروش رساند. سپس به منظور تلاش برای ورود به بازار تلویزیون آزاد و هوای هنگ کنگ، به عنوان شبکه تلویزیونی هنگ کنگ تغییر نام داد.

## آثار تلویزیونی
تا ۳۱ اوت ۲۰۱۴، شبکه تلویزیونی هنگ کنگ، ۷۰ نمایش متنوع و بیش از ۱۰۰۰ ساعت برنامه تولید کرده بود.
لیستی از مجموعه‌های تلویزیونی تولید شده توسط HKTV:
- انتخابات (۲۰۱۴–۲۰۱۵)
- The Borderline (2014)
- بودن یا نبودن (۲۰۱۴–۲۰۱۵)
- Once Upon a Song (2015)
- مادر باور نکردنی (۲۰۱۵)
- زندگی دوم (۲۰۱۵)
- منو (۲۰۱۵)
- پدیا سکسی(۲۰۱۵)
- کارما (۲۰۱۵)
- Beyond the Rainbow (2015)
- عشق در زمان (۲۰۱۵)
- Doom + 5 (2015)
- The Wicked League (2015)
- P.4B (2015)
- چهره‌های پنهان (۲۰۱۵)
  -     -       - شیفت شب (۲۰۱۵)
- ذهن ماوراءالطبیعه (۲۰۱۵)